# Sasa kurilensis
Sasa kurilensis är en gräsart som först beskrevs av Franz Josef Ivanovich Ruprecht, och fick sitt nu gällande namn av Tomitaro Makino och Keita Shibata. Sasa kurilensis ingår i släktet sasabambu, och familjen gräs. Inga underarter finns listade i Catalogue of Life.

## Bildgalleri

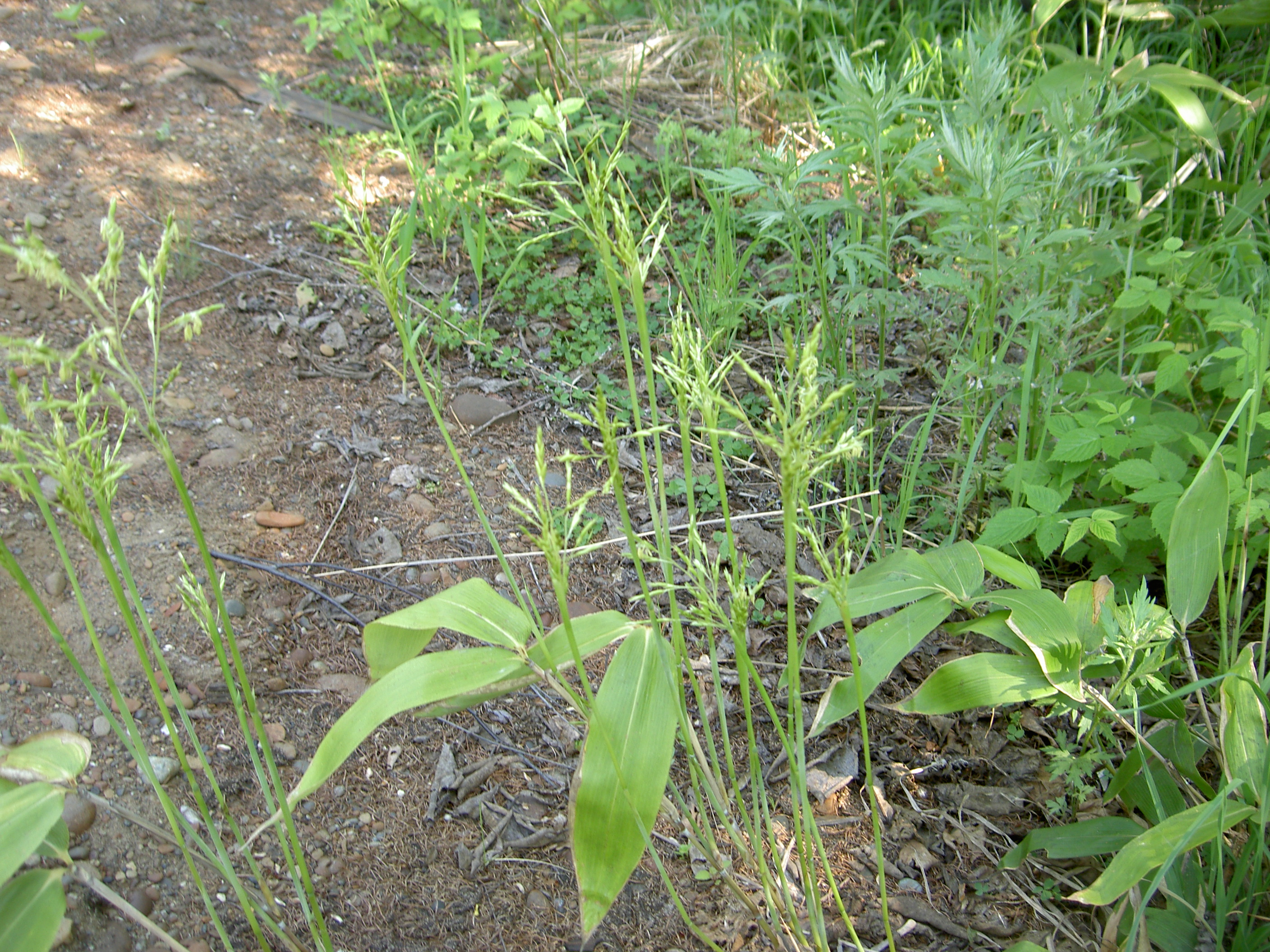
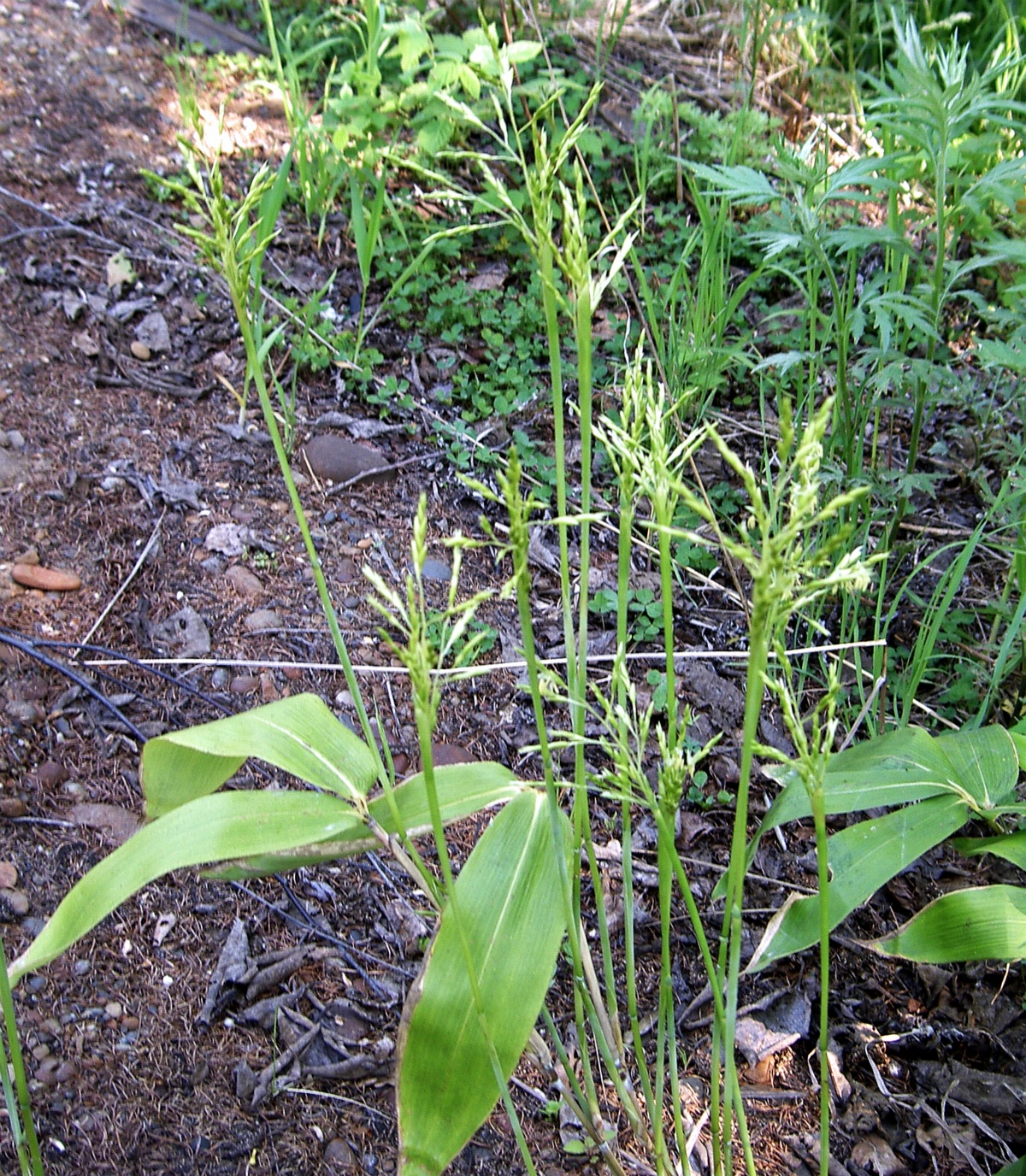
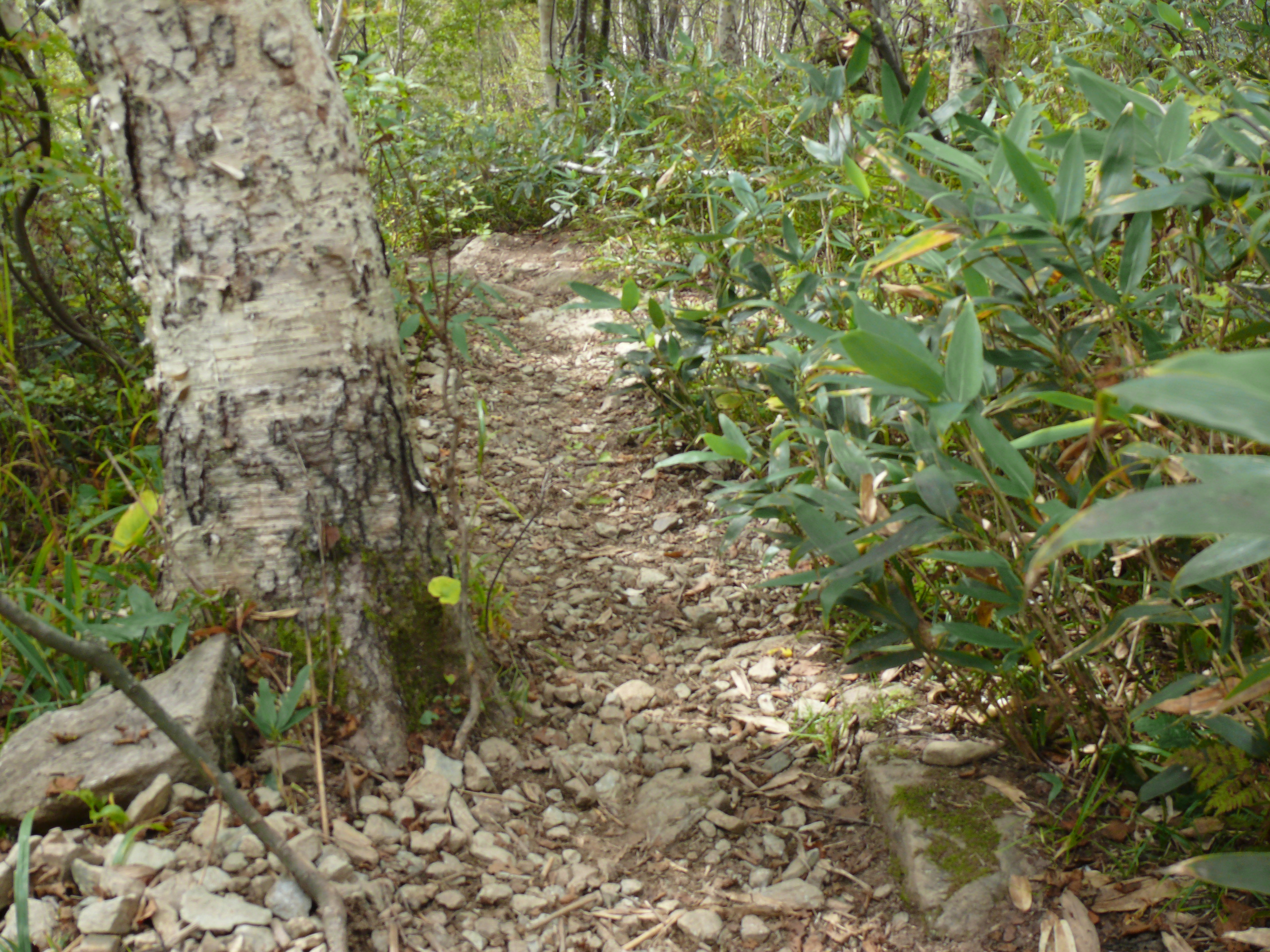